# Silvester IV.
Silvester IV., eigentlich Maginulf, war Gegenpapst in den Jahren 1105 bis 1111.
Die Anhänger des römischen Adels erhoben 1105 Maginulf, Erzpriester von St. Angelo, zum Gegenpapst (gegen den rechtmäßigen Papst Paschalis II.), nachdem die vorhergehenden Gegenpäpste Theodoricus und Albertus vom rechtmäßigen Papst Paschalis II. ausgeschaltet worden waren. Am 18. November 1105 wurde Maginulf in der Lateranbasilika geweiht und als Silvester IV. inthronisiert.
Als der sich außerhalb Roms aufhaltende Paschalis II. zurückkehrte, brachen heftige Kämpfe aus, in denen zunächst die Partei Silvesters die Oberhand behielt. Im November 1105 musste Silvester jedoch aus Rom fliehen und residierte darauf in Osimo. Anfang 1111 wurde er von Kaiser Heinrich V. als Druckmittel gegen den Papst in dessen Lager bei Rom gebracht. Er verlor jedoch die kaiserliche Unterstützung, als Heinrich V. seine Ziele erreicht hatte. Am 12. oder 13. April 1111 erklärte Silvester förmlich den Verzicht auf die Papstwürde und leistete dem Papst den Treueschwur.